# 爸爸去哪儿 (第五季)
《爸爸去哪儿》第五季，是中国大陆芒果TV于2017年第四季度推出的一档亲子互动真人秀节目。节目版权引进自韩国MBC电视台，概念参考自MBC节目《爸爸 你去哪儿》，是该系列节目的第五季，由制作人周山及其团队制作。节目于2017年8月开始录制，2017年9月7日12:00播出“先导篇”，2017年9月14日起每週四12:00上线播出，首播平台为芒果TV与优酷网。
本季节目的台湾播映权由中天电视购得，中天综合台于2018年1月14日21:30播出「先导篇」，2018年1月21日起每週日20:00播出；香港播映权由無綫電視购得，通过myTV SUPER上架点播，并于2018年3月31日起每週六在综艺台播出，2018年7月22日起每週日18:30在J2播出。海外方面，马来西亚的Astro全佳HD于2017年9月9日起每週六21:00同步跟播，新加坡的HUB都会台亦于2017年11月16日起每週四20:00播出。

## 制作
第五季的制作人仍然为周山及其团队，并由卫视版《爸爸去哪儿》第三季的制作人单丹霞担任制作顾问。与第四季相比，本季在节目内容上作出了一定的调整，参加节目的固定爸爸和孩子由六组调整为五组，组成形式也由原来的“3+3”调整为“4+1”，即四位父亲携带自己的亲生孩子，外加一位实习父亲携带素人萌娃的形式。

## 宣传
本季节目开播前夕，恰逢湖南广播电视台向中共湖南省委公布2017年巡视整改情况。整改情况通报中称，湖南卫视《爸爸去哪儿》为吸引观众眼球，存在过度消费明星子女之嫌，不利于青少年健康成长。湖南广播电视台按照广电总局要求，取消了湖南卫视《爸爸去哪儿》节目2017年播出计划。然而这一消息却被微博娱乐营销号及电子媒体错误解读为本季节目即将停播。事实上，通报中所指的节目为卫视版《爸爸去哪儿》，而《爸爸去哪儿》自2016年3月广电总局出台“限童令”之后便已转型为芒果TV网综，所谓的“停播”仅仅只是不再在湖南卫视上星播出而已，并不会影响到本季节目的播出计划。在此期间，本季《爸爸去哪儿》第二站的节目也在正常录制当中。然而自“停播门”事件发生后，节目组及芒果TV方面并未对此作出任何回应，《爸爸去哪儿》节目官方微博也暂停更新，直到开播前一天才恢复。

## 参加人物
第五季参演的五位成年人分别为来自演艺界的陈小春、刘畊宏、吴尊、杜江和邓伦（实习）。小孩部分则有三男三女。
| 父亲     | 父亲           | 父亲     | 孩子                      | 孩子     | 孩子                               | 孩子     |
| 姓名     | 生日           | 粵配     | 姓名                      | 性别     | 生日                               | 粵配     |
| 陈小春   | 1967年7月8日   | 陳欣     | 陈胤捷 （Jasper／小小春） | 男       | 2013年7月1日 （参加节目时4岁）     | 魏惠娥   |
| 刘畊宏   | 1972年10月7日  | 雷霆     | 刘宇芙 （小泡芙）         | 女       | 2013年7月22日 （参加节目时4岁）    | 成瑤孆   |
| 吴尊     | 1979年10月10日 | 梁偉德   | 吴欣怡 （Neinei）         | 女       | 2010年10月10日 （参加节目时6—7岁） | 羅孔柔   |
| 吴尊     | 1979年10月10日 | 梁偉德   | 吴鑫乐 （Max）            | 男       | 2013年10月11日 （参加节目时3—4岁） | 何璐怡   |
| 杜江     | 1985年9月10日  | 黃啟昌   | 杜宇麒 （嗯哼／麒麒）     | 男       | 2013年9月19日 （参加节目时3—4岁）  | 凌晞     |
| 实习父亲 | 实习父亲       | 实习父亲 | 素人萌娃                  | 素人萌娃 | 素人萌娃                           | 素人萌娃 |
| 姓名     | 生日           | 粵配     | 姓名                      | 性别     | 生日                               | 粵配     |
| 邓伦     | 1992年10月21日 | 曹啟謙   | 纪美伊 （小山竹）         | 女       | 2012年9月19日 （参加节目时4—5岁）  | 陳皓宜   |

## 主题曲
本季节目的主题曲依旧由参加节目的五位爸爸和小孩共同演唱，歌曲音频于2017年9月8日全网同步上线。与往季节目不同的是，在本季节目中，节目组除了对主题曲进行了重新编曲之外，歌词部分较以往也有了较大改动。除每节主歌的前两句，每节副歌的第一句“老爸，老爸，我们去哪里呀”与第五、六节副歌为原版歌词外，其他部分皆进行了重新填词。

## 节目内容与路线
时间皆为2017年，实际内容以当日播出为准，详情来源于节目各集内容。
| 站驿   | 录制时间      | 集数 | 播出日期 | 地点                                             | 地点             | 内容 | 备注 |
| 站驿   | 录制时间      | 集数 | 播出日期 | 位置                                             | 地理形态         | 内容 | 备注 |
| 第一站 | 8月17日—19日  | 1    | 9月14日  | 福建福州 平潭县 东庠岛                           | 华东地区海岛     | 实习爸爸默契考验／抖土豆选房 共进午餐／挑选船桨 钓鱼比赛／制作晚餐                                                                              | 本站中，邹明轩担任村长助理 |
| 第一站 | 8月17日—19日  | 2    | 9月21日  | 福建福州 平潭县 苏澳镇 钟门村 （猫头乾村）         | 华东地区海岛     | 翻螃蟹壳赢早餐 沙滩运动会 共进午餐 寻找音乐石头 邓伦照顾六个孩子／出海捕鱼 街头卖鱼                                                             | 本站中，邹明轩担任村长助理 |
| 第二站 | 9月5日—7日    | 3    | 9月28日  | 山西晋中 介休市 龙凤镇 张壁村 （张壁古堡）       | 华北地区汾河谷地 | 打气球选房 制作午餐 宝贝寻找家中缺失物品／爸爸磨面 长幼有序测试                                                                                 | 本站中，邹明轩担任村长助理；因Jasper生病，陈小春父子于午餐制作结束后抵达录制现场，此前所有任务皆由李锐与邹明轩代为完成 |
| 第二站 | 9月5日—7日    | 4    | 10月5日  | 山西晋中 平遥县 平遥古城                         | 华北地区汾河谷地 | 脸部拔河赢早餐 皮影戏表演 共进午餐 平遥古城角色扮演 共进晚餐／送镖任务 麵神大赛                                                                 | 本站中，邹明轩担任村长助理；因Jasper生病，陈小春父子于午餐制作结束后抵达录制现场，此前所有任务皆由李锐与邹明轩代为完成 |
| 第三站 | 9月21日—23日  | 5    | 10月12日 | 贵州黔东南 兴义市 清水河镇 联丰村 （雨补鲁天坑） | 西南地区云贵高原 | 選畫挑房 幫老鄉做農活／製作樂器 八音坐唱／共同演奏節目主題曲 品嚐八大碗 當田螺姑娘裝飾房子 萌娃坑不坑                                           | 本站中，邹明轩担任村长助理；Max因身體不適，沒有參與摘火龍果，改跟爸爸搭帳篷 |
| 第三站 | 9月21日—23日  | 6    | 10月19日 | 贵州黔东南 兴义市 清水河镇 联丰村 （雨补鲁天坑） | 西南地区云贵高原 | 猜拳贏早餐 踩腳踏車抵達萬峰林 團體運積木／吃冰淇淋 品嚐蛋炒飯午餐 陳小春帶寶貝摘火龍果換食材／爸爸搭帳篷 制作晚餐 微笑販賣機                    | 本站中，邹明轩担任村长助理；Max因身體不適，沒有參與摘火龍果，改跟爸爸搭帳篷 |
| 第四站 | 10月7日—9日   | 7    | 10月26日 | 湖南湘西 鳳凰縣 麻沖鄉 扭仁村                    | 中南地区武陵山脈 | 船上搶答問題 配對油紙傘選房／地圖尋房 寶貝找樹上的老爺爺領午餐 找自己名字的信物出城 「會說話」的物品測試                                        | 鄧倫因飛機晚點，午餐過後才到達，此前的尋房任務由李銳陪同小山竹完成；找自己名字的信物出城环节在黄丝桥古城进行；妈妈们首次参加录制，李沁作为实习妈妈与邓伦和小山竹搭档完成录制；Neinei和Max的妈妈林丽吟因身体原因只参与了制作早餐与午餐两个环节的录制，此次录制亦是林丽吟在中国大陆的综艺首秀 |
| 第四站 | 10月7日—9日   | 8    | 11月2日  | 湖南湘西 鳳凰縣 麻沖鄉 扭仁村                    | 中南地区武陵山脈 | 妈妈团驾到／为爸爸和宝贝们制作早餐 宝贝们指认自己的妈妈 妈妈带宝贝们分组完成任务／吴尊一家为大家制作午餐 共进午餐 为妈妈们赢取银饰 钢火烧龙表演 | 鄧倫因飛機晚點，午餐過後才到達，此前的尋房任務由李銳陪同小山竹完成；找自己名字的信物出城环节在黄丝桥古城进行；妈妈们首次参加录制，李沁作为实习妈妈与邓伦和小山竹搭档完成录制；Neinei和Max的妈妈林丽吟因身体原因只参与了制作早餐与午餐两个环节的录制，此次录制亦是林丽吟在中国大陆的综艺首秀 |
| 第五站 | 10月23日—25日 | 9    | 11月9日  | 甘肃甘南 迭部县 益哇镇 扎尕那村                  | 西北地区青藏高原 | 挑箱子跳落选房 共进午餐 交换宝贝／分组完成任务 为新宝贝制作晚餐 旅行记忆大考验                                                                  | Max未参与交换宝贝环节，而是跟爸爸和小山竹一起完成任务；旅行记忆大考验结束后，爸爸们回到自己的宝贝身边；帮忙赶猪环节，Max由爸爸吴尊陪同完成任务，小泡芙因身體不適未参与该任务 |
| 第五站 | 10月23日—25日 | 10   | 11月16日 | 甘肃甘南 迭部县 益哇镇 扎尕那村                  | 西北地区青藏高原 | 宝贝帮忙赶猪／爸爸挤牛奶 打酥油／共进早餐 自然力运动会 到迭部县城分头寻找舞伴 学习锅庄舞 共进晚餐 篝火晚会                                      | Max未参与交换宝贝环节，而是跟爸爸和小山竹一起完成任务；旅行记忆大考验结束后，爸爸们回到自己的宝贝身边；帮忙赶猪环节，Max由爸爸吴尊陪同完成任务，小泡芙因身體不適未参与该任务 |
| 第六站 | 11月10日—12日 | 11   | 11月23日 | 安徽黄山 徽州区 呈坎镇 呈坎村                    | 华东地区江南丘陵 | 宝贝们投票选出自己最喜欢的两个爸爸 分配信物与职务／寻找房间 寻找食材 制作午餐 互赠礼物 扁担跳绳／环湖比赛 爸爸们互换职务 共进晚餐／制作人丁饼   | 宝贝们分组到村中寻宝环节，阿拉蕾于剪纸体验中出现，沙溢与董力于美食体验中出现，安吉与小鱼儿于武术体验中出现，第四季的两组爸爸和宝贝随后加入旅行直到汇报演出结束 |
| 第六站 | 11月10日—12日 | 12   | 11月30日 | 安徽黄山 徽州区 呈坎镇 呈坎村                    | 华东地区江南丘陵 | 共进早餐 宝贝们分组到村中寻找徽墨及学习武术 共进午餐 「神同步」比赛 拉梆子比赛 萝卜蹲比赛 汇报演出                                              | 宝贝们分组到村中寻宝环节，阿拉蕾于剪纸体验中出现，沙溢与董力于美食体验中出现，安吉与小鱼儿于武术体验中出现，第四季的两组爸爸和宝贝随后加入旅行直到汇报演出结束 |
| 第六站 | 11月10日—12日 | 13   | 12月7日  | 安徽黄山 徽州区 呈坎镇 呈坎村                    | 华东地区江南丘陵 | 学习中国传统礼仪／投壶游戏 观看回忆短片 | 宝贝们分组到村中寻宝环节，阿拉蕾于剪纸体验中出现，沙溢与董力于美食体验中出现，安吉与小鱼儿于武术体验中出现，第四季的两组爸爸和宝贝随后加入旅行直到汇报演出结束 |

## 同名电影
《爸爸去哪儿5贺岁篇》，又名《爸爸去哪儿5新春特辑》、《爸爸去哪儿5大电影》，是一部2018年中国大陆真人秀电影。影片内容与节目正片一样，都是以完成任务为主，由参演节目正片的原班人马参与主演，由参演过《爸爸去哪儿》第三季的苑琼丹、冉莹颖、邹明轩、邹明皓，参演过《爸爸去哪儿》第四季的阿拉蕾以及劉畊宏的兒子（即小泡芙哥哥）劉宇恩和陳小春妻子應采兒参与客串演出，主要讲述五组明星家庭於正片完結後新年前夕一同前往海南岛完成各种任务的故事，其中鄧倫因行程原因只參與第一天午餐至第二天前往檳榔谷前的行程。与节目正片一样，《爸爸去哪儿》大电影从本季起改为在網路平台播放，不再在院线上映。影片于2018年1月21日至23日在海南海口、三亚等地取景拍摄，2018年2月16日12:00在芒果TV独家上线播出。海外方面，马来西亚的Astro全佳HD于2018年3月2日23:15播出，新加坡的HUB都会台于2018年2月25日起每週日20:00播出。

## 宣传活动
| 播出时间       | 活动           | 出席演员     |
| -------------- | -------------- | ------------ |
| 2017年11月11日 | 《快乐大本营》 | 杜江、吴尊   |
| 2017年12月1日  | 《天天向上》   | 吴尊、刘畊宏 |